# 개성고등학교 축구단
개성고등학교 축구부는 개성고등학교의 축구부로 부산 아이파크의 U-18팀이다.

## 역사
2011년 아이파크 스포츠와 축구 협약을
맺었으며, 이후 이동준 선수 등의 여러 선수들을 배출해왔다.

## 같이 보기
- 개성고등학교
- 부산 아이파크
- 신라중학교 축구부
- 부산 아이파크 U-12
- 부산 아이파크 U-15